# Dritte Welt

Die „Drei Welten“ des Kalten Krieges (1975):
Erste Welt: Westmächte und verbündete Staaten
Zweite Welt: Ostblock und verbündete Staaten
Dritte Welt: Blockfreie und andere neutrale Staaten

Als Dritte Welt werden bestimmte Länder nach politischen oder volkswirtschaftlichen Kriterien zusammengefasst. Der Begriff ist heute veraltet.
Ursprünglich wurden als Dritte Welt die blockfreien Staaten bezeichnet, die sich im Ost-West-Konflikt des Kalten Krieges weder der westlichen Ersten Welt noch der Zweiten Welt des Ostblocks zuordnen ließen. Später wandelte sich der Begriff zu einer Bezeichnung für Gebiete mit (aus westlicher Sicht) geringem Zivilisations- und Entwicklungsstand. Hierunter wurden im Wesentlichen Afrika, Süd- und Mittelamerika, der Nahe Osten und Teile Süd- und Südostasiens gefasst. In dieser späteren Bedeutung bildete die „Dritte Welt“ die vorletzte Stufe einer Rangordnung, zu der die „Erste Welt“, die „Zweite Welt“ und die „Vierte Welt“ gehören. Eine geläufige Bezeichnung für ein ähnliches Prinzip lautet Entwicklungsländer.

## Begriffsgeschichte

Die Teilnehmerstaaten der Konferenz von Bandung im Jahre 1955 bezeichneten sich selbst als Dritte Welt

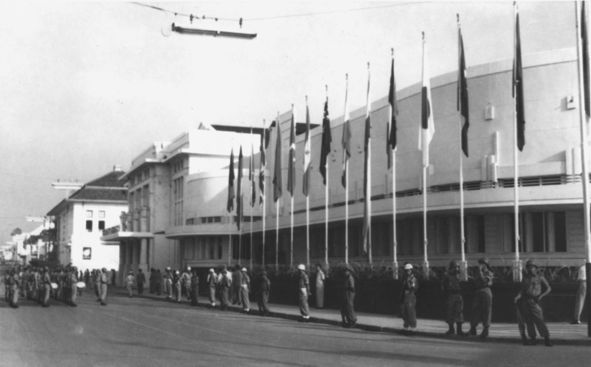
Das Konferenzgebäude in Bandung während des Treffens 1955

Der Begriff „Dritte Welt“ (französisch Tiers Monde) wurde vom französischen Demographen Alfred Sauvy erstmals am 14. August 1952 verwendet, wobei er auf Emmanuel Joseph Sieyès’ Prägung Dritter Stand (französisch Tiers État) Bezug nahm: „… denn schließlich will diese als dritter Stand verachtete und ausgebeutete Dritte Welt auch etwas gelten …“; Sein Begriff wurde im April 1955 auf der Bandung-Konferenz aufgegriffen. Die an der Konferenz teilnehmenden 29 Staaten nannten sich Bandung-Staaten und repräsentierten damals die Dritte Welt. Sie verstanden sich zwar als eine Vereinigung von armen Ländern, welche nicht nur für eine wirtschaftliche Besserstellung, sondern auch gegen Kolonialismus und Rassismus kämpfte. Bei der Wahl der eigenen Bezeichnung als „Dritte Welt“ stand aber bereits eine andere Deutung als die ursprüngliche von Sauvy im Vordergrund: nämlich die „Dritte Welt“ als Vereinigung jener Länder, welche keinem der beiden Machtblöcke des Kalten Krieges angehörten. Die Konnotation des Begriffs „Dritte Welt“ für arm, rückständig oder unterentwickelt – latent sogar „drittklassig“ – kam erst später hinzu. Die Bezeichnung setzte voraus, dass es bereits eine „Erste Welt“ und eine „Zweite Welt“ gab. Im damaligen Sprachgebrauch gehörten die OECD-Mitgliedstaaten der „ersten“ und der Ostblock der „Zweiten Welt“ an.
Die politische Teilung der Welt nach dem Zweiten Weltkrieg hat zur Bildung dieser konfrontierenden und konkurrierenden Staatenbündnisse militärischer und wirtschaftlicher Art beigetragen, die zu den Sammelbegriffen Ostblock und in der OECD zusammengeschlossenen „westlichen“ Industriestaaten geführt hat. Die Staaten des Ostblocks verbündeten sich im Warschauer Pakt (militärisch) und im Rat für gegenseitige Wirtschaftshilfe (wirtschaftlich), sie waren oder sind Diktaturen, und ihr Wirtschaftssystem war auf Zentralverwaltungswirtschaft ausgerichtet. Von den westlichen Staaten der OECD gehört(e) ein Teil der NATO (militärisch) und der Europäischen Union (politisch-wirtschaftlich) an, ihre Demokratien wählten die Marktwirtschaft mit freier Lohnarbeit aus. Nach Ende des Zweiten Weltkriegs gehörten zur „Dritten Welt“ die entkolonialisierten Länder, die einen Dritten Weg zwischen Kapitalismus und Sozialismus einschlagen wollten.
Frantz Fanon verwendete den Begriff „Dritte Welt“ 1961 wie Sauvy als Analogie zum Dritten Stand in der Französischen Revolution. In der Folge entstanden für die Dritte Welt austauschbare Begriffe wie „unterentwickelte Länder“, „Globaler Süden“ oder „Gruppe der 77“ (1964). Edgar Salin hat 1968 die Dritte Welt wie folgt gegliedert:
| Region                                   | Merkmale                                                      |
| ---------------------------------------- | ------------------------------------------------------------- |
| Zonen gleichbleibenden Agrikulturstandes | es fehlt an Bodenschätzen, Eigenkapital und Arbeitswilligkeit |
| Zonen potenzieller Industrialisierung    | es fehlt an Eigenkapital und Arbeitswilligkeit                |
| Zonen potenzieller Industrialisierung    | es fehlt an Arbeitswilligkeit, wachsende Kapitalbildung       |
| Zonen potenzieller Industrialisierung    | wenig Eigenkapital, aber Arbeitswilligkeit                    |

Hierin wird der Wandel vom Agrarstaat zum Industriestaat thematisiert, wobei Kapitalmangel und Arbeitslosigkeit überwunden werden müssen.
Eine besondere Konnotation aus chinesischer Sicht besaß die von Mao Zedong im Februar 1974 vorgestellte „Theorie der drei Welten“. Zur „ersten Welt“ gehörten hier die ehemaligen Supermächte USA und Sowjetunion, „Zweite Welt“ waren die übrigen Industrieländer in West und Ost, unter der „Dritten Welt“ wurden die Länder Asiens, Afrikas und Lateinamerikas unter Führung Chinas subsumiert. Maos Dogma konnte sich international nicht durchsetzen. Anstatt dessen sprach man bei der „Dritten Welt“ von Entwicklungsländern, die weder der „westlichen Welt“ noch dem „Ostblock“ angehörten: der Bewegung der Blockfreien Staaten.

Bewegung der Blockfreien Staaten (gegründet 1961): Mitglieder (dunkelblau) und Beobachter (hellblau) (Stand: 2005)

Dieter Nohlen und Franz Nuscheler haben 1982 folgende informelle Zusammenschlüsse als „Dritte Welt“ identifiziert:
| Bezeichnung                      | Gründung | Mitglieder (2022) |
| -------------------------------- | -------- | ----------------- |
| OPEC                             | 1960     | 013               |
| Bewegung der Blockfreien Staaten | 1961     | 120               |
| Gruppe der 77                    | 1964     | 134               |
| Least Developed Countries        | 1971     | 046               |
| Am stärksten betroffene Länder   | 1973     | 045               |
| AKP-Staaten                      | 1975     | 079               |

Die Mitgliedschaften dieser Zusammenschlüsse überlappen sich stark, so dass zahlreiche Mehrfachnennungen vorhanden sind.
Am Ende seines Lebens widerrief Alfred Sauvy in einem Beitrag für die Zeitung Le Monde vom 14. Februar 1989 die von ihm geprägte Bezeichnung „Dritte Welt“, da es zu weit führe, die Länder Subsahara-Afrikas und die südostasiatischen „Pantherstaaten“ unter einem Begriff zu subsumieren.

## Dritte Welt als politischer Begriff

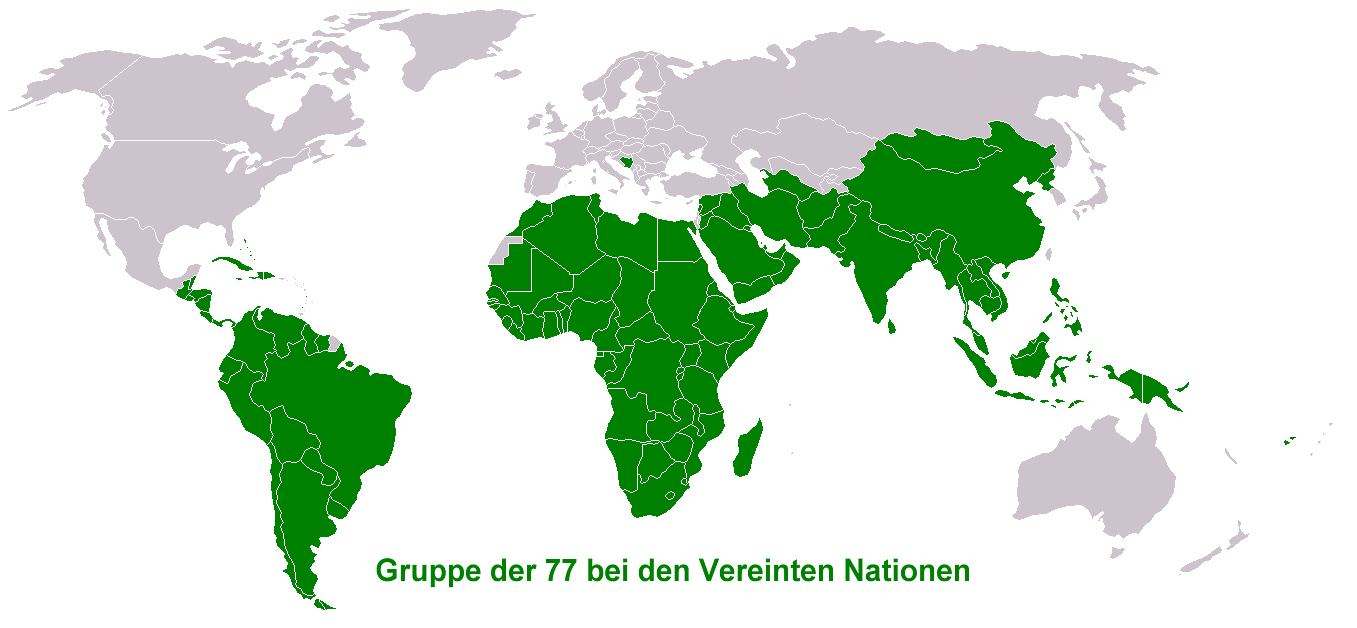
Die Gruppe der 77 wurde 1964 gegründet und hat heute 134 Mitgliedsstaaten (Stand 2022).

Seit der ersten UNCTAD-Konferenz im Jahre 1964 schließt der Begriff „Dritte Welt“ die Länder der Gruppe der 77 ein, zu denen sich dann auch die Länder der Dekolonialisierung gesellten. Die Gruppe der 77 tritt als eine Art Gewerkschaft der Dritten Welt auf, stellte aber von Anfang an eine höchst divergente Gruppe dar, angefangen von der Größe und den wirtschaftlichen Ressourcen der Länder über die verschiedenen politischen Regime bis hin zu den Entwicklungsstilen. Trotz aller Unterschiede versuchte man, gemeinsam gegenüber den Industrieländern aufzutreten und mit der Forderung nach einer Neuen Weltwirtschaftsordnung politischen Einfluss auszuüben. Aufgrund unterschiedlicher Situationen der einzelnen Regionen im Bereich Wirtschaft, Kultur, Historik und Politik schaffte es die Gruppe nicht, sich politisch zu einigen. Der Verband erkannte die Unterschiede der Entwicklungsmerkmale und erlangte Erkenntnis über die Interessengegensätze der einzelnen Regionen. 1973/74 gelang es dem Kartell der OPEC-Länder, mit seiner Preispolitik eine Führungsrolle der Entwicklungsländer im Streben nach einer Umverteilung der Ressourcen im Weltmaßstab zu gewinnen. Doch dies führte letztendlich zu Differenzierungen und Gruppenbildungen der erdölproduzierenden und der energieabhängigen Länder.
Zum Ende des Kalten Krieges verschwand die Zweite Welt und löste somit den Kampf der Blöcke auf. Die Blockfreiheit fand daher auch keine Bedeutung mehr für die Dritte Welt. Als einziges gemeinsames Kriterium der Dritte-Welt-Staaten blieb die Unterentwicklung gegenüber den Industriestaaten. Unterschiedliche Entwicklungstheorien, die von einem globalen Nord-Süd-Konflikt ausgehen, führen zu enormen Auseinandersetzungen über die Verschiedenheit in der Dritten Welt.

## Dritte Welt als Oberbegriff für Entwicklungsländer

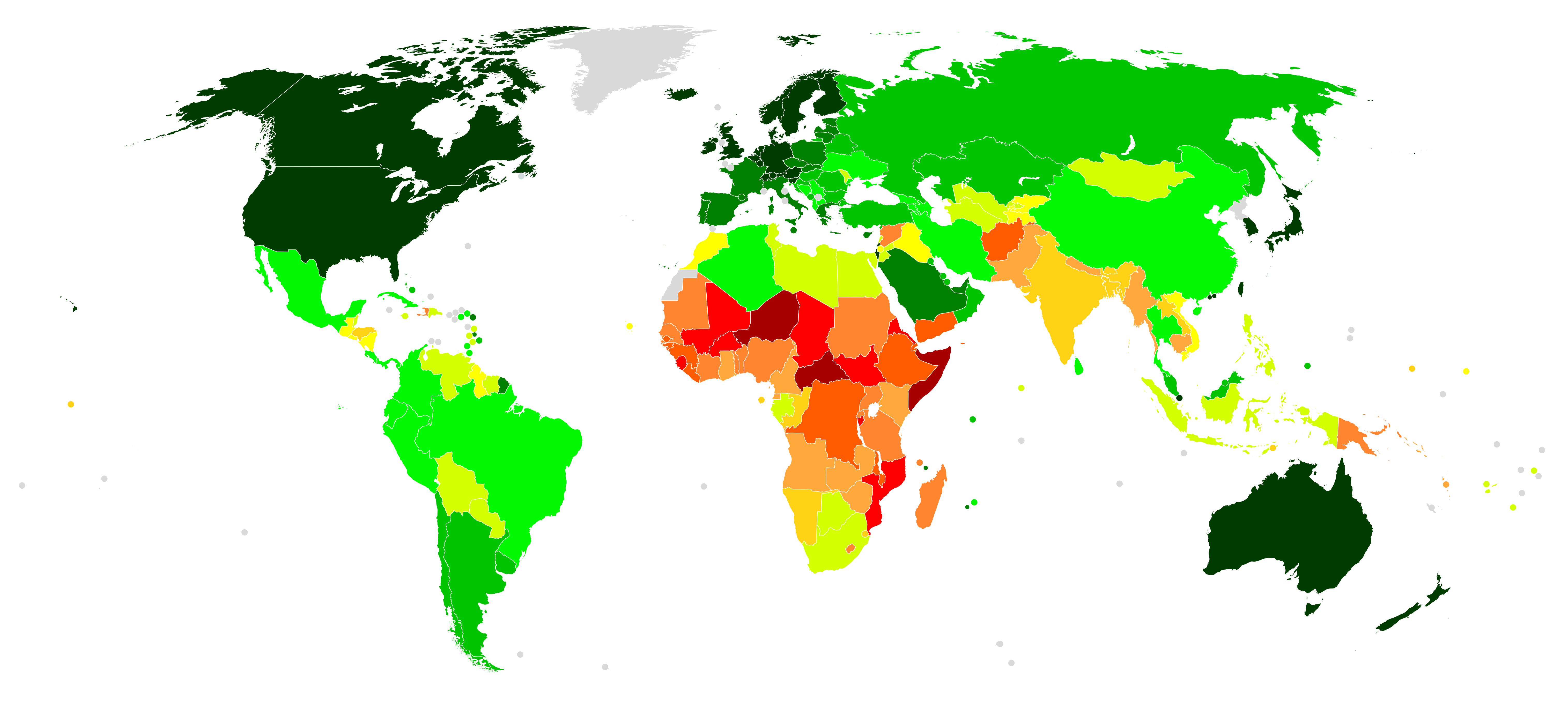
Index der menschlichen Entwicklung der Vereinten Nationen von 2019

Die Dritte Welt umfasst eine Gruppe von etwa 130 wirtschaftlich unterentwickelten Staaten, die sich vorwiegend auf der Südhalbkugel der Erde befinden und Defizite im Bereich der Gesundheit, der Bildung, des Sozialwesens, der Infrastruktur sowie in der Politik aufweisen. Diese Staaten werden als Entwicklungsländer bezeichnet und umfassen rund 76 Prozent der Weltbevölkerung. Im Gegensatz zu den industriell hoch entwickelten Industriestaaten zeichnen sich diese Randgebiete als wirtschaftlich unterentwickelt mit langsamem Fortschritt im Bereich der Industrie aus.
Der Oberbegriff „Dritte Welt“ unterstellt den Entwicklungsländern gewisse Gemeinsamkeiten, obwohl diese Länder untereinander sehr verschieden sind. Bei genauerem Betrachten kann man erkennen, dass sich die so genannten Dritte-Welt-Länder durch eine Reihe von Merkmalen unterscheiden, wie zum Beispiel nach dem Entwicklungsstand, der Wachstumsrate und der Bevölkerungszahl. Diese Unterschiede lassen sich anhand der zwei Teilgruppen der Dritten Welt besonders hervorheben. Die Gruppen werden als die Vierte Welt und die Schwellenländer bezeichnet.

Die Least Developed Countries

Die Vierte Welt umfasst mehr als 40 Länder, überwiegend Staaten des afrikanischen Kontinents, welche im Vergleich zu anderen Entwicklungsländern durch ihre enorme Unterentwicklung und Armut gekennzeichnet sind. Hinsichtlich ihrer Rohstoffe, ihres Kapitals und ihres Exports sind diese Länder auf Entwicklungshilfe angewiesen und haben somit ungenügende Voraussetzungen für ein Wirtschaftswachstum. Die zudem notwendigen Nahrungsmittelimporte wirken sich immer negativer auf die schon bestehende hohe Auslandsverschuldung aus und diese stellt wiederum eine Blockade für benötigte Auslandskredite dar.
Mit dem Begriff Schwellenländer (englisch Newly Industrialized Countries) werden diejenigen Entwicklungsländer bezeichnet, die aufgrund ihrer schnellen industriellen Ausbreitung ein hohes Wirtschaftswachstum aufweisen. Zu diesen Ländern gehören zum Beispiel Brasilien und die Volksrepublik China. Die Wirtschaft dieser Länder konzentriert sich sehr stark auf den Export, da in den Schwellenländern eine Eigenfertigung von Industriegütern stattfindet. Während die Schwellenländer den Sprung zum Industriestaat fast geschafft haben, stagniert die wirtschaftliche Entwicklung in vielen afrikanischen Ländern oder ist rückläufig.

### Einteilung nach Senghaas
Die Bezeichnungen Dritte Welt oder „Vierte Welt“ sind sozialökonomische und geodeterministische Einteilungen von Regionen auf der Makroebene.
Die Bruttonationaleinkommenkategorisierung der Weltbank differenziert für 2024 die Pro-Kopf-Einkommen nach dem Bruttonationaleinkommen {\displaystyle BNE}, das in vier Länderkategorien gestaffelt ist:
{\displaystyle PKE={\frac {BNE}{P}}}.
Daraus entwickelte sie folgende Klassifizierungen, aus denen auch die „vier Welten“ abgelesen werden können:
| Klassifizierung der Weltbank | {\displaystyle BNE} in US-Dollar pro Kopf und Jahr |
| ---------------------------- | -------------------------------------------------- |
| Low Income Country           | ≤ 1135                                             |
| Lower Middle Income Country  | 1136 bis 4465                                      |
| Upper Middle Income Country  | 4466 bis 13845                                     |
| High Income Country          | < 13846                                            |

Die „Dritte Welt“ gehört in die Kategorie Lower Middle Income Country. Trotz teilweise hohem, temporärem Wirtschaftswachstum ist das Wohlstandsgefälle in keinem Kontinent so groß wie in Asien. Spitzenreiter  Volksrepublik China und  Japan werden gefolgt von den reichen Stadtstaaten  Hongkong und  Singapur, während auf der untersten Stufe  Bangladesch,  Bhutan oder  Kambodscha stehen.
Für Dieter Senghaas war die Welt – trotz aller Globalisierungstendenzen – in vier Teilwelten mit unterschiedlichen Integrations- und Kompetenzniveaus gespalten:
| Klassifizierung    | Staat | Bruttonationaleinkommen pro Kopf jährlich in US-Dollar |
| ------------------ | --- | ------------------------------------------------------ |
| „Erste Welt“       | OECD-Mitgliedstaaten | > 13.000                                               |
| „Neue Zweite Welt“ | Ostasien: ( Volksrepublik China, Taiwan) Osteuropa: Estland, Lettland, Litauen, Polen, Slowakei, Slowenien, Ungarn Lateinamerika: Brasilien, Kolumbien, Mexiko | 4466 bis 13845                                         |
| „Dritte Welt“      | Bangladesch, Bolivien, Indien, Indonesien | 1136 bis 4465                                          |
| „Vierte Welt“      | Afghanistan, Burkina Faso, Burundi, Demokratische Republik Kongo, Ruanda, Somalia, Tschad, Zentralafrikanische Republik, Sudan                                 | ≤ 1135                                                 |

Der weitaus größte Teil aller Staaten weltweit (193) gehört zur zweiten bis vierten Welt (155 oder 80 %).

### Wirtschaftliche Aspekte
Die Probleme der „Dritten Welt“ liegen in einem zu hohen Bevölkerungswachstum, Massenarmut, Überbevölkerung, Unterernährung, klimatische Erschwernisse, Arbeitslosigkeit, unzureichender Infrastruktur, politischer Instabilität, Hyperinflation und hoher Staatsverschuldung. Die Entwicklungshilfe der „Ersten Welt“ und Gelder der UNO, Weltbank oder Internationalem Währungsfonds seit etwa 1948 konnten das Elend in der „Dritten Welt“ nur lindern. Hier können deshalb die Prognosen der Malthusianischen Katastrophe und des Bevölkerungsgesetzes beobachtet werden. Durch das rasche Bevölkerungswachstum in der Dritten und Vierten Welt gewannen die Argumente von Thomas Robert Malthus wieder an Gewicht. Paul R. Ehrlich griff 1968 die Malthusianische Katastrophe wieder auf und prognostizierte für die Zukunft unabwendbare Hungersnöte, da die Nahrungsmittelproduktion hinter dem Bevölkerungswachstum zurückbliebe. Durch Naturkatastrophen wie Dürre oder Überschwemmungen wird die Lücke weiter vergrößert. Das hohe Bevölkerungswachstum erfordert zudem zusätzlichen Wohnraum, der zu Lasten der Agrarfläche geschaffen wird und dadurch das Güterangebot an Agrarprodukten weiter sinken lässt. Hierdurch sinkt der Selbstversorgungsgrad, was die Importabhängigkeit und damit die Staatsverschuldung weiter erhöht.
Dieter Nohlen zufolge bilden etwa 100 Entwicklungsländer „eine dritte Welt der Habenichtse, die mangels wirtschaftlicher und politischer Potenz weiter aus der weltwirtschaftlichen Dynamik ausgekoppelt werden“. Nohlen wies darauf hin, dass international nicht alle als Entwicklungsland angesehenen Staaten sich selbst zur „Dritten Welt“ zählen (etwa Bulgarien, Rumänien, Türkei).

## Kritik am Begriff
Nach der Beendigung der Blockkonfrontation und der dadurch entstandenen neuen weltpolitischen Lage seit 1990 scheint der Begriff „Dritte Welt“ nicht mehr zeitgemäß zu sein. Ulrich Menzel brachte 1992 die These vom „Ende der Dritten Welt“ heraus, welche die Diskussion über den Begriff neu entfacht hatte. Franz Nuscheler publizierte hierzu im selben Jahr eine „Gegenrede“. Gleichgültig, wie man diese Zusammenschlüsse auch benennen mag, ihre Bezeichnung ist meist mit einem negativ konnotierten Werturteil verbunden.